# Град (Делчево)
Град (мкд. Град) је насеље у Северној Македонији, у источном делу државе. Град је у саставу општине Делчево.

## Географија
Град је смештен у источном делу Северне Македоније, близу државне границе са Бугарском - 4 km источно од насеља. Од најближег града, Делчева, насеље је удаљено 10 km југоисточно.
Насеље Град се налази у историјској области Пијанец. Насеље се развило на југоисточном ободу Делчевске котлине. Источно од насеља издиже се планина Влајна, док западно од њега протиче река Брегалница. Надморска висина насеља је приближно 710 метара. 
Месна клима је планинска због знатне надморске висине.

## Становништво
Град је према последњем попису из 2002. године имао 534 становника.
Претежно становништво у насељу су етнички Македонци (96%). Почетком 20. века већина су били Торбеши (исламизовани Македонци), али су се они после Балканских ратова иселили у Турску.
Већинска вероисповест месног становништва је православље.